# Feuille-morte du kermès
Phyllodesma kermesifolia
Pour les articles homonymes, voir Feuille morte (homonymie).
Espèce
La Feuille-morte du kermès (ou Feuille-morte de Lajonquière[réf. souhaitée]), Phyllodesma kermesifolia, est une espèce d'insectes lépidoptères (papillons) appartenant à la famille des Lasiocampidae.
- Répartition : Espagne et Pyrénées orientales en France.
- Envergure du mâle : de 17 à 18 mm.
- Période de vol : d’avril à août en deux générations.
- Habitat : forêts de chênes-lièges.

## Sources
- P.C. Rougeot, P. Viette, Guide des papillons nocturnes d'Europe et d'Afrique du Nord, Delachaux et Niestlé, Lausanne 1978.
- Collectif d'entomologistes amateurs, Guide des papillons nocturnes de France : plus de 1620 espèces décrites et illustrées, Paris, Delachaux et Niestlé, 2007, 288 p. (ISBN 978-2-603-01429-5), p. 30, n°48.